# Five Nights at Freddy‘s 2
Five Nights at Freddy’s 2 ist ein angekündigter US-amerikanischer Horrorfilm von Regisseurin Emma Tammi, basierend auf dem gleichnamigen Videospiel von Scott Cawthon. Es handelt sich um eine Fortsetzung zu Five Nights at Freddy’s (2023), in der Josh Hutcherson, Elizabeth Lail, Piper Rubio und Matthew Lillard erneut die Hauptrollen übernehmen. Die Veröffentlichung durch Universal Pictures ist für den 5. Dezember 2025 geplant.

## Produktion

### Hintergrund und Besetzung

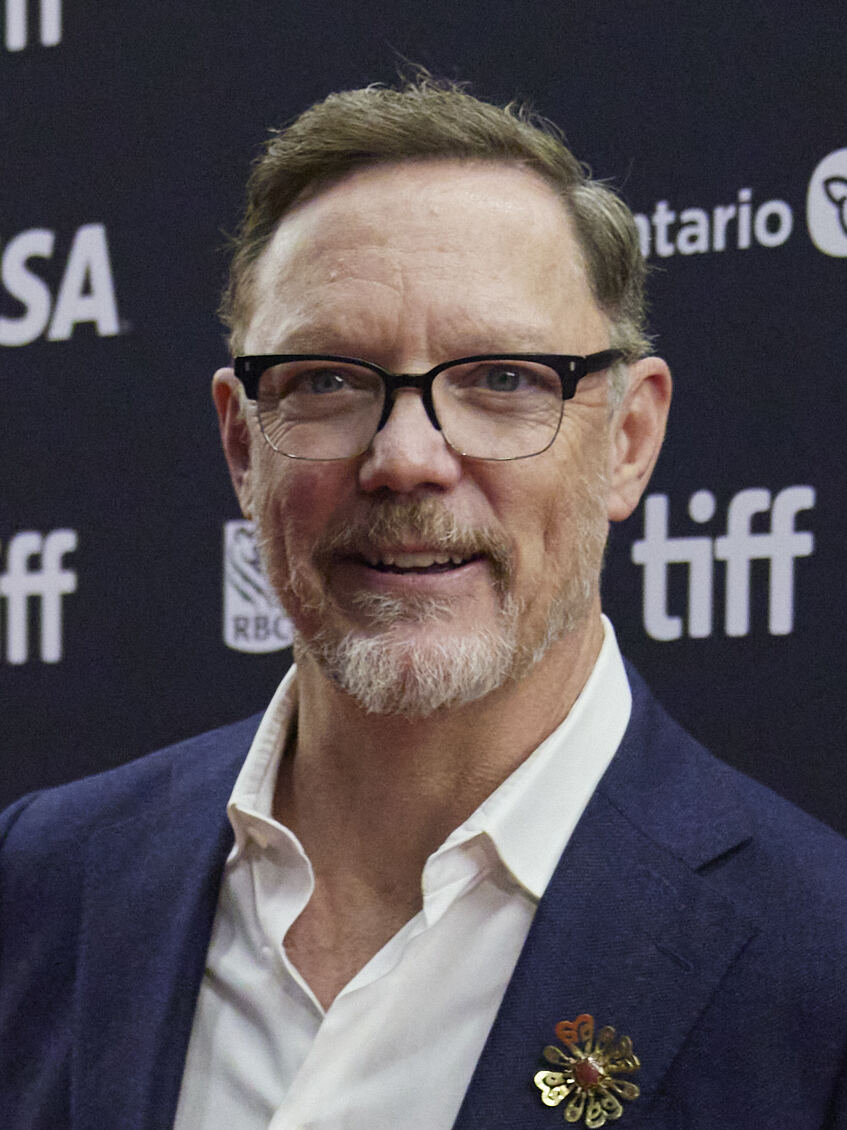
Matthew Lillard ist erneut als Serienmörder William Afton zu sehen.

Im August 2018 äußerte der Schöpfer der Videospiel-Reihe Scott Cawthon, dass eine Fortsetzung basierend auf dem zweiten Spiel in Betracht gezogen werde, falls der erste Film erfolgreich sei.
Im Januar 2024 bestätigte der Hauptdarsteller des ersten Films Josh Hutcherson die Arbeit an einer Fortsetzung, nachdem Universal Pictures sich zunächst bedeckt hielt. Im April 2024 gab Blumhouse Productions offiziell die Arbeit an einer Fortsetzung bekannt. Emma Tammi, Cawthon und Jason Blum fungieren dabei erneut als Regisseurin, Drehbuchautor und Produzent.
Neben Hutcherson kehrten auch Elizabeth Lail als Vanessa Shelly, Piper Rubio als Abby Schmidt, Theodus Crane als Jeremiah und Matthew Lillard als Antagonist William Afton zurück. Lillard hatte im Vorfeld bereits bestätigt, einen Vertrag über drei Filme abgeschlossen zu haben.
Als Neuzugänge schlossen sich Wayne Knight, Mckenna Grace, Teo Briones, Freddy Carter und Skeet Ulrich der Besetzung an.

### Dreharbeiten
Die Dreharbeiten begannen im November 2024 und wurden im Februar 2025 abgeschlossen.

### Marketing und Veröffentlichung
Ein erstes Poster wurde auf der New York Comic-Con im Oktober 2024 präsentiert, im Rahmen der CinemaCon wurde im April 2025 ein erster Teaser Trailer gezeigt. Die Veröffentlichung eines ersten offiziellen Trailer erfolgte im Rahmen der San Diego Comic-Con International Ende Juli 2025.
Five Nights at Freddy’s 2 soll am 5. Dezember 2025 in die US-amerikanischen Kinos kommen.